# Hippocampus trimaculatus
Hippocampus trimaculatus és una espècie de peix de la família dels singnàtids i de l'ordre dels singnatiformes.

## Morfologia
Els mascles poden assolir els 22 cm de longitud total.

## Distribució geogràfica
Es troba des del sud de l'Índia fins al Japó, Austràlia i Tahití.